# Іванино
Іванино (рос. Иванино) — робітниче селище (смт) в Курчатовському районі Курської області Російської Федерації.
Населення становить 2268 осіб. Входить до складу муніципального утворення селище Іванино.

## Історія
Населений пункт розташований на території українського етнічного та культурного краю Східна Слобожанщина.
Від 2004 року входить до складу муніципального утворення селище Іванино.

## Населення
| 1959  | 1989  | 2002  | 2009  | 2010  | 2012  | 2013  |
| ----- | ----- | ----- | ----- | ----- | ----- | ----- |
| 2298  | ↗2792 | ↘2387 | ↘2169 | ↗2427 | ↗2452 | ↗2532 |
| 2014  | 2015  | 2016  | 2017  | 2018  | 2019  | 2020  |
| ↗2594 | ↗2620 | ↗2684 | ↗2697 | ↘2647 | ↘2608 | ↘2552 |
| 2021  |       |       |       |       |       |       |
| ↘2268 |       |       |       |       |       |       |